# Viva Villa!
 Viva Villa! és una pel·lícula estatunidenca dirigida per Jack Conway, estrenada el 1934. És la biografia del jove Pancho Villa.

## Argument
Després de liquidar els dos responsable de la mort del pare, el jove Pancho fuig a les muntanyes, on forma un grup de lladres. El 1910, odiat per les elits i adorat pels pobres, Pancho fa amistat amb un periodista nord-americà, Johnny Sykes, que el dona a conèixer al món. Després, s'uneix amb Francisco Madero, el cap dels peons que es rebel·len contra el president Porfirio Díaz, en el que es va conèixer com a Revolució Mexicana. Amb la victòria, Madero assumeix el govern i es desfà de Villa, però és assassinat pel general Pascal. Amb això, Vila torna amb el poble per lluitar contra el nou tirà.

## Repartiment
- Wallace Beery: Pancho Villa
- Leo Carrillo: Sierra
- Fay Wray: Teresa
- Donald Cook: Don Felipe de Castillo
- Stuart Erwin: Jonny Sykes
- Henry B. Walthall: Francisco Madero
- Joseph Schildkraut: General Pascal
- Katherine DeMille: Rosita Morales
- George E. Stone: Emilio Chavito
- Phillip Cooper: Pancho Villa jove
- David Durand: Bugle boy
- Frank Puglia: Pare de Pancho Villa
- Ralph Bushman: Wallace Calloway
- Adrian Rosley: Alphonso Mendoza
- Henry Armetta: Alfredo Mendosa
- George Regas: Don Rodrigo

## Premis i nominacions

### Premis
- 1934. Premi d'interpretació masculina al Festival Internacional de Cinema de Venècia per a Wallace Beery
- 1935. Oscar al millor ajudant de direcció per a John S. Waters

### Nominacions
- 1935. Oscar a la millor pel·lícula
- 1935. Oscar al millor guió adaptat per Ben Hecht
- 1935. Oscar a la millor edició de so per Douglas Shearer